# Karabaški konj
Karabaški konj je pasmina divljih konja nazvana prema pokrajini Gorskom Karabahu, u kojoj je prvi put uzgojena u 19. stoljeću. Srodna je pasminama Akhal-Teke, turkmenskom i arapskom konju, čijim je križanjem vjerojatno i stvorena. S manje od tisuću živućih jedinki pasmini prijeti izumiranje.